# Michael McCulley
Michael James "Mike" McCulley (San Diego, 4 augustus 1943) is een Amerikaans voormalig ruimtevaarder. McCulley zijn eerste en enige ruimtevlucht was STS-34 met de spaceshuttle Atlantis en begon op 18 oktober 1989. Tijdens de missie werd de Galileo sonde gelanceerd die onderzoek moest gaan doen naar Jupiter en zijn manen.
McCulley werd in 1984 geselecteerd door NASA. Hij voltooide zijn training een jaar later. In 1990 verliet hij NASA en ging hij als astronaut met pensioen.